# Beinisvørð
Beinisvørð 469 m på det sydvestlige Suðuroy mellem Sumba og Lopra, er et af Færøernes mest kendte fuglefjelde med tusinder af rugende fugle.
Beinisvørð er ofte brugt som et nationalt symbol i færøsk digtning, men var også særlig før i tiden en vigtig ernæringskilde for befolkningen. Der findes mange historier om den farefulde fuglefangst og ægindsamling ved Beinisvørð. I 1975 og 1976 forårsagede to store fjeldskred, at fjeldet ændrede udseende og tusinder af fuglenes ynglepladser blev ødelagt.
På Suðuroy ligger alt tæt ved hinanden. Basaltområder med tuf igennem danner Færøerne. Vestkysten er stejl med enorme klipper, mens østkysten hælder svagt. Dér findes fjordene, hvor færingerne bor.

## Turisme
Det er mulig at komme helt tæt på Beinisvørð ved at køre med bil eller bus ad den gamle bygdevej mellem Lopra og Sumba op til stedet som hedder Hesturin. Der står et advarselsskilt om ikke at gå for langt ud til kanten. Følg fårestierne syd og nord og hold jer mindst 2 m fra afgrunden. Se fuglene svæveflyve og lande på fjeldsiderne, se når tågen stille kommer svævende ind fra havet, se solen går ned, se brændingen 300 m nede, giv jer tid til at nyde det enestående Beinisvørðområde. Bedst i stille og klart vejr.
Beinisvørð har imod nord og derfra helt om til sydvest og øst et lodret fald. Udsigten er et panorama med stejle klipper, kløfter, huler og udsigtn ned mod havet. Af og til kan man observere havgusen, der langsomt stiger fra foden af klipperne som et tågeslør gennem klipper og revner. Den kan f.eks samle sig i en af de store kløfter og vælde op over grønsværen, som tæt hvid røg, der spredes igennem den solvarme luft og forsvinder, eller bliver grundlag for en enkelt lille hvid sky, der driver ind over højderne. Det ser ud som den rene magi.”

## Galleri
- Suðuroys vestkyst, set fra Beinisvørð.
- Sumba hvor Beinisvørð ses i baggrunden
- Suðuroys vestkyst mellem Lopraneiði og Beinisvørð.
- Beinisvørð nord for Sumba.
- En "stakkur" (en fri stående basaltsten ved vandkanten er ikke så spids som "drangur") ved Vestkysten
- Beinisvørð fra søsiden